# The Young Mrs. Eames
The Young Mrs. Eames è un cortometraggio muto del 1913 diretto da Francis J. Grandon. È interpretato da Kathlyn Williams che firma anche la sceneggiatura.

## Produzione
Il film fu prodotto dalla Selig Polyscope Company.

## Distribuzione
Distribuito dalla General Film Company, il film - un cortometraggio di una bobina - uscì nelle sale cinematografiche statunitensi il 22 settembre 1913.